# دانشگاه دولتی پزشکی تفلیس
دانشگاه دولتی پزشکی تفلیس (به لاتین: Tbilisi State Medical University) یک دانشگاه در گرجستان است که در تفلیس واقع شده‌است.